# Premia
Premia település Olaszországban. Lakosainak száma 535 fő (2023. január 1.). Premia Baceno, Crodo, Montecrestese, Formazza, Bosco/Gurin és Campo községekkel határos.

## Népesség
A település népességének változása:
| Lakosok száma | 558  | 557  | 535  |
|               | 2017 | 2018 | 2023 |